# جون كلاين (عازف قيثارة)
جون كلاين (بالإنجليزية: Jon Klein)‏ هو عازف قيثارة بريطاني، ولد في 9 مايو 1960 في برستل في المملكة المتحدة.

## وصلات خارجية
- جون كلاين على موقع ميوزك برينز (الإنجليزية)
- جون كلاين على موقع أول ميوزيك (الإنجليزية)
- جون كلاين على موقع ديسكوغز (الإنجليزية)